# Griffe (anatomie)
Pour les articles homonymes, voir Griffe.

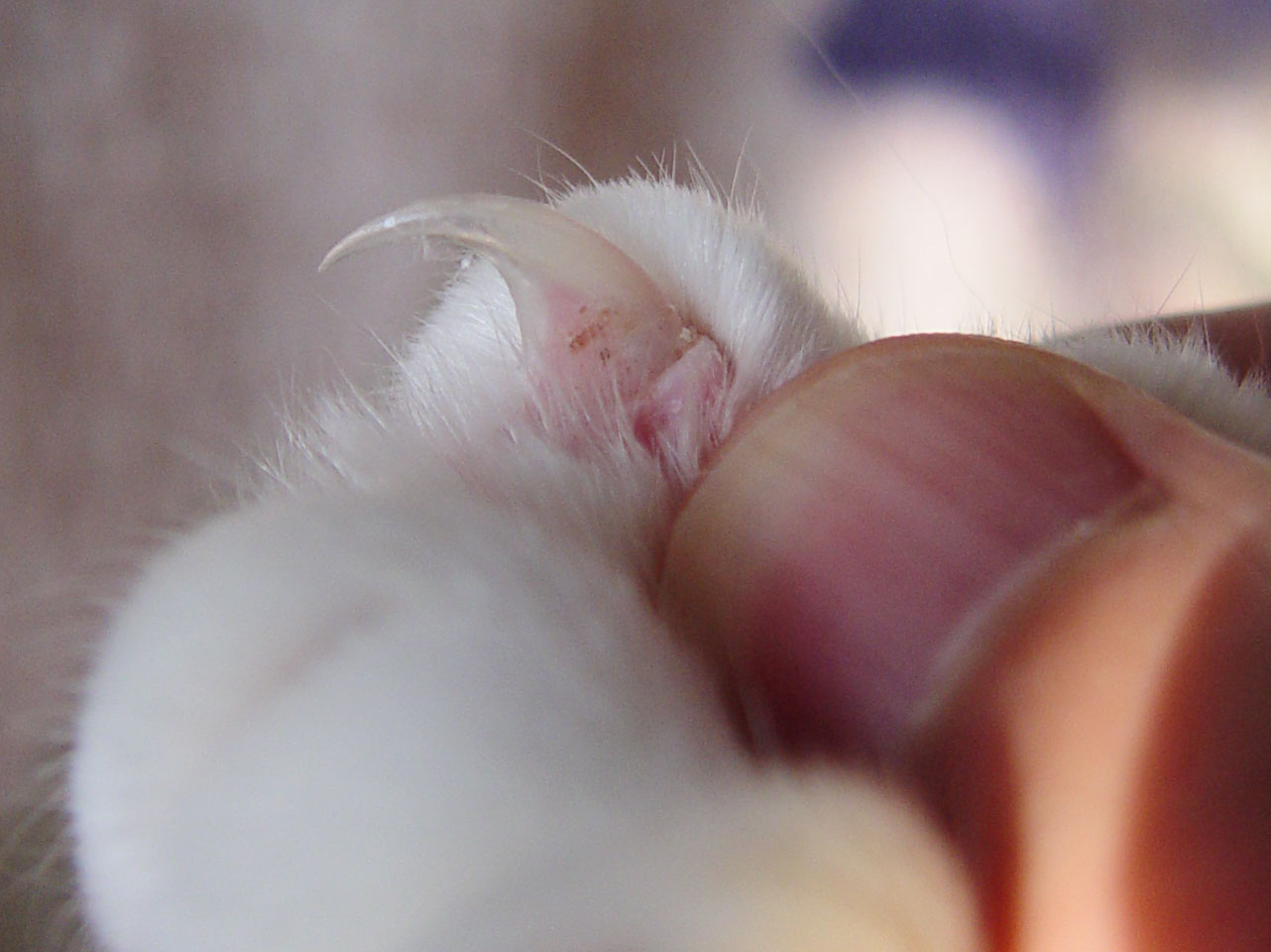
Vue rapprochée de la griffe d'un chat.

Une griffe est un élément pointu et courbé trouvé au bout des pattes ou doigts de certains mammifères, des oiseaux et de certains reptiles. Quelque part, une structure crochue similaire peut être trouvée chez les arthropodes tels que les scarabées ou les araignées. Les pinces des crabes et langoustes sont souvent nommées « griffes ».[réf. nécessaire]

## Arthropodes
Les griffes sont des expansions de chitine sur les segments terminaux (tarses) des pattes. Elles ne sont pas équivalentes d'un point de vue phylogénique aux griffes des tétrapodes.

## Tétrapodes

### Mammifères

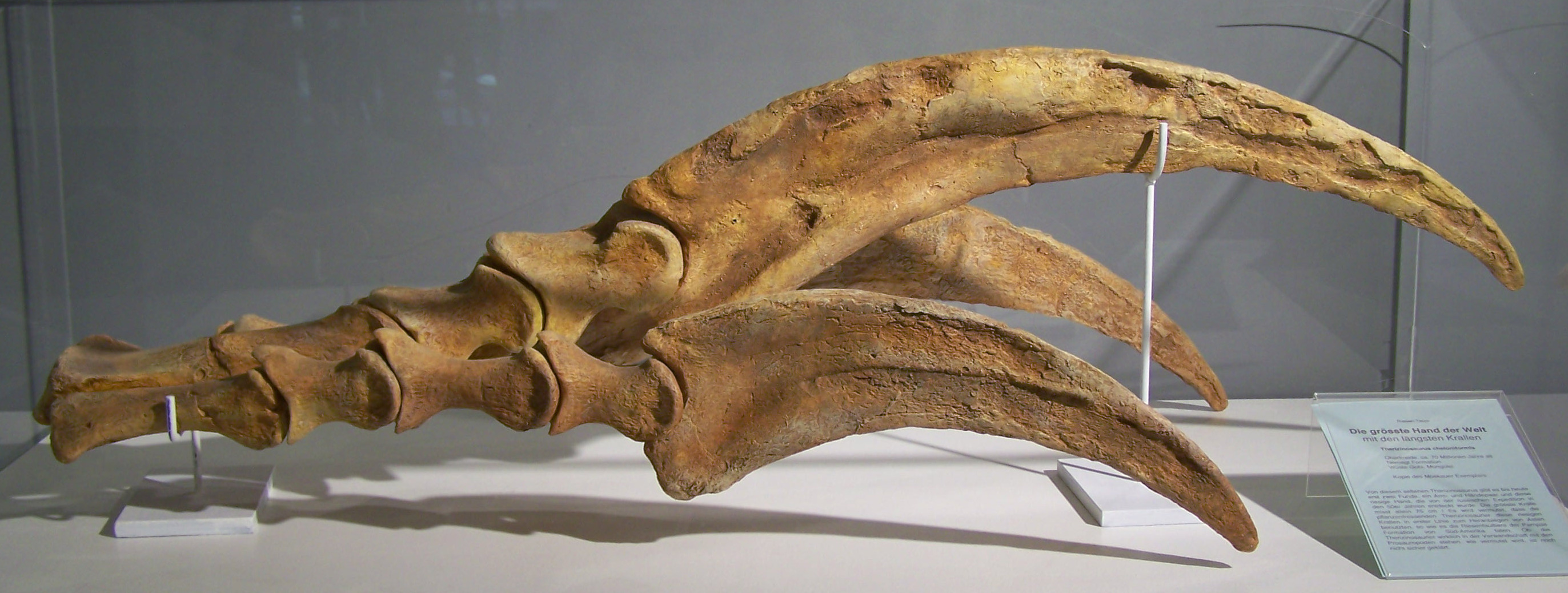
D'environ un mètre, les griffes du therizinosaurus sont parmi les plus longues jamais enregistrées.

Ce sont des éléments au bout des doigts des pattes servant à gratter, saisir, grimper ou à se défendre. Elles sont de longueur variable selon les espèces, et formées de kératine alpha. Chez l'Homme, leurs équivalents sont les ongles. Selon les espèces, les griffes sont rétractiles (que l'animal peut rentrer, par exemple chez les félins) ou non (ours). Comme pour la croissance des cheveux, les griffes tombent et poussent.
Dans certains pays, l'onyxectomie (du grec onyx, « ongle »), ou « dégriffage », est pratiqué sur les animaux de compagnie (chat notamment). Il s'agit d'une opération chirurgicale qui consiste en l'ablation totale de la griffe et l'amputation de la troisième phalange sur laquelle celle-ci est insérée. Cette pratique est interdite dans certains pays.

### Oiseaux
Les oiseaux ne portent généralement des griffes qu'aux pattes. Les griffes des oiseaux de proie sont appelées les serres.
Les espèces d'oiseaux fossiles comme l'Archaeopteryx en portaient aussi aux ailes. On ne connait qu'une seule espèce d'oiseau actuelle qui possède encore des griffes sur les ailes : l'Hoazin, dont le poussin possède deux griffes qui lui permettent de s'agripper aux branches.

### Reptiles

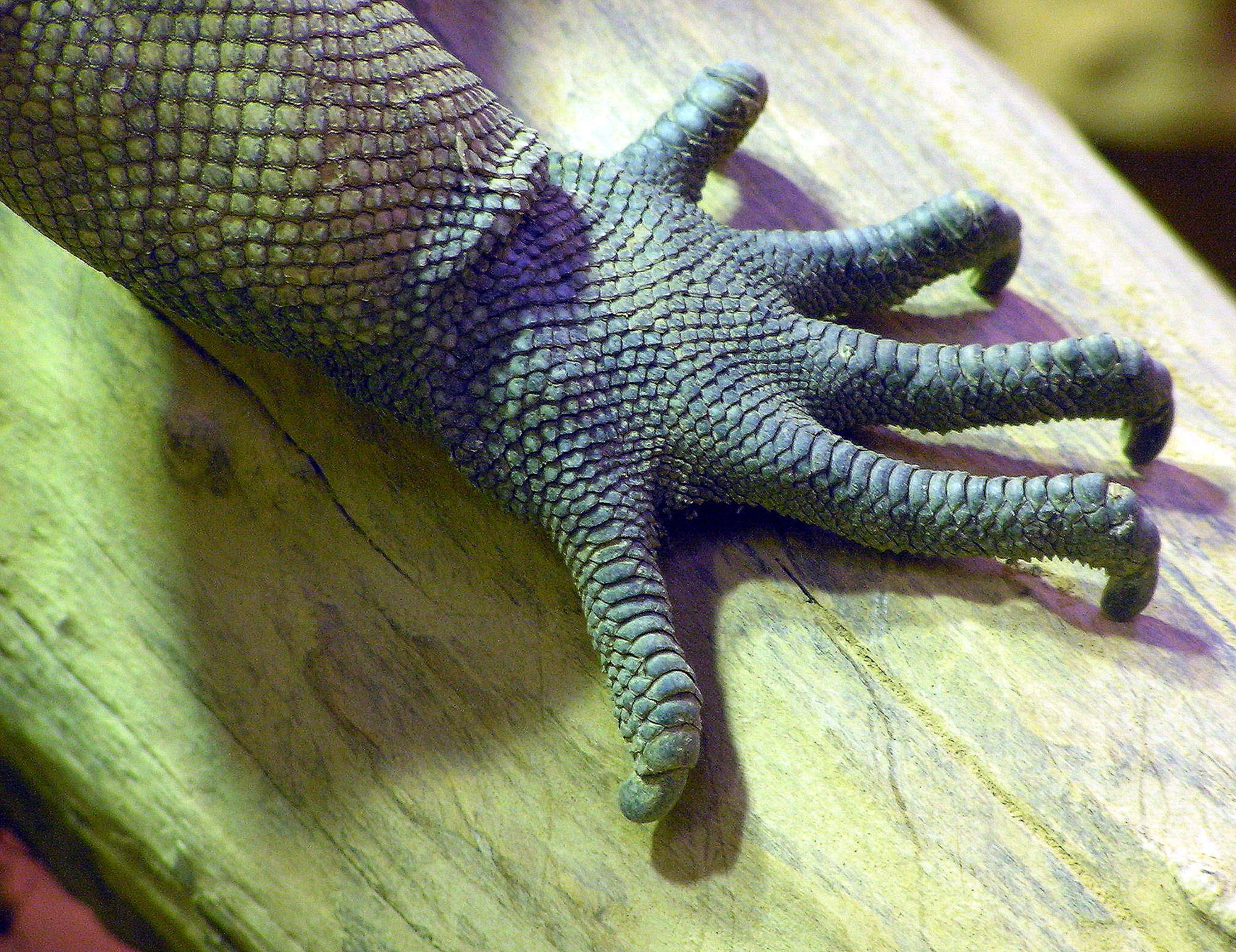
Griffes d'un iguane.

Les plupart des reptiles possèdent des griffes dont certains en possèdent de plus développés. Chez les serpents, les pieds et les griffes sont absents mais le boa constrictor, un des plus grands serpents constricteurs, possède deux ergots appelés « griffes ».
Les griffes des reptiles sont utilisées pour grimper et pour, dans le cas des espèces carnivores, tuer des proies.
Les dinosaures sont connus pour avoir possédé des griffes acérées, telles celles que l'on a pu retrouver sur les restes de Vélociraptors.